# De laatste ontsnapping
De laatste ontsnapping is een hoorspel van Rodney D. Wingfield. The Last Escape werd op 7 juli 1977 door de BBC uitgezonden. Clem Schouwenaars vertaalde het en de NCRV zond het uit op maandag 25 augustus 1980. De regisseur was Ab van Eyk. Het hoorspel duurde 54 minuten.

## Rolbezetting
- Eric van Ingen (Seaton)
- Wim Kouwenhoven (commissaris Dawson)
- Frans Kokshoorn (Brindle)
- Jaap Maarleveld (Sir Charles Elsworth)
- Jan Borkus (inspecteur Garwood)
- Jan Wegter (verpleger)
- Cees van Ooyen & Hans Hoekman (mannen)
- Bert van der Linden (kroegbaas)
- Kees Broos (Harry)
- Bert Stegeman (politieagent)
- Monique Smal (secretaresse)
- Franklin van den Hurk (dokter)

## Inhoud
Een agent van de Secret Service, de Britse geheime dienst, wordt gedurende de Tweede Wereldoorlog in Frankrijk door de Gestapo gevangengenomen. Hij keert met blijvend hersenletsel terug naar zijn vaderland, waar vijfendertig jaar later iets gebeurt waardoor zijn oorlogsverleden een spannend vervolg krijgt…